# Direct One (telekommunikációs szolgáltató)
A Direct One (ejtsd: dájrekt ván, korábban: UPC Direct) az M7 Group tulajdonában lévő műholdas televízió-szolgáltató márka. A vállalat Direct One márkanéven értékesíti műholdas tévészolgáltatását Magyarországon, amely parabolaantennán keresztül, digitális jeltovábbítással érhető el az előfizetők számára. 2025-ben a Direct One műholdas szolgáltatása beleolvad a One Magyarország Zrt-be. 
Korábban a UPC Direct nem volt összekeverendő az egykori kábeles tévészolgáltatást nyújtó UPC Magyarország Kft.-vel, melyet 2019-ben a Vodafone felvásárolt és saját nevén működtetett tovább. A két vállalat által nyújtott szolgáltatás technológiában és csatornakiosztásban is különbözik egymástól. Eredetileg a UPC és a UPC Direct anyavállalata 19 évig közös volt: a Liberty Global, viszont útjaik különváltak, mivel két különböző cég vette meg őket: a Vodafone és a Canal+. 

## Története
2000. szeptember 1-jén indult el UPC Direct néven, a UPC Magyarország Kft. üzletágaként.
2007-től egyre nagyobb szerepet kaptak a digitális tartalmak, melyhez illeszkedve elsők között vezette be a DVR szolgáltatást, mely a műsorok rögzítését és visszanézését teszi lehetővé.
2010-ben új műholdról történő műsorszórásra tért át a szolgáltató, amely lehetővé tette a csatornaszám bővítését. 2010 óta a UPC Magyarországtól független vállalat volt.
2016-ban (hálózatbérléssel) a Combo csomagok értékesítése elkezdődött.
2019-től a UPC Direct új tulajdonosa az M7 Group lett. A cégcsoport székhelye Luxemburgban van. Az M7 Group Európa legnagyobb műholdas- és IP televízió szolgáltatója, számos országban nyújt kiváló szolgáltatást, így Magyarország mellett Hollandiában, Belgiumban, Ausztriában, Csehországban, Szlovákiában és Romániában is jelen van. 2020 májusától pedig a cég hivatalosan is az M7 Group-ot felvásároló Groupe Canal+ részévé vált.
A Direct One kínálatában akár 118 magas minőségű műholdas, illetve digitális helyi és nemzetközi csatorna, valamint prémium mozicsatornákat tartalmazó csomagok széles választéka megtalálható.
A szolgáltató 2019 végén bevezetett új, innovatív szolgáltatása a Direct Now (korábban: UPC Direct Now) alkalmazás – az új online szolgáltatás akár 81 lineáris csatorna elérését biztosítja mely csatornák közül 79 újraindítható, illetve visszajátszható. Az applikációt a Direct One előfizetők díjmentesen tölthetik le, és ezen keresztül bárhol és bármikor hozzáférhetnek kedvenc műsoraikhoz okoseszközeiken (például okostelefon, laptop) keresztül: egyszerre akár 5 műsor nézhető 5 különböző eszközön.  
A UPC Direct volt a harmadik a magyarországi műholdas piacon, a több mint 230 ezer előfizetőjével (2020 október).
2021. február 1-től a UPC Direct, miután az attól független UPC Magyarország tíz hónappal előtte beolvadt a Vodafone-ba, Direct One néven folytatja működését. Ezzel a UPC márkanév teljesen eltűnt Magyarországról.
2024. július 26.-án a Canal+ bejelentette, hogy eladja műholdas TV, valamint B2B tevékenységét a 4iG Nyrt. részére, hogy a 2025-ben CANAL+ néven elinduló streaming szolgáltatásukra tudjanak összpontosítani erőforrásokat.

## DVR és interaktivitás
A Direct One (korábban UPC Direct) nem elsőként kínált DVR és okosfunkciókkal rendelkező HD DVR beltéri egységeket, viszont elsőként kínált internet hálózattól függetlenül működő okosfunkciókat (pl.: webböngészés vagy YouTube). Ennek a hivatalosan "TV Portál" a neve. Fontos mérföldkőnek számított a laptopon ill. okostelefonra letölthető applikáció mellyel az élő adás és a műsorvisszajátszó is elérhető volt.

## Saját csatorna
2021. július 12-én elindította saját tévécsatornáját Direct One néven, ami megegyezik a szolgáltató nevével, s ezzel a DIGI után a második saját csatornával rendelkező szolgáltató lett Magyarországon. A csatorna a Canal+ sorozatait sugározza, köztük a Baron Noir francia politikai thrillert.

## Szolgáltatások
- Műholdas Televízió (DTH műholdas)
- Online TV (Direct Now)
- Extrák: DVR, Prémium csomagok és TV Portál
- Internet és VOIP alapú telefon (értékesítése 2020. szept. 1-én megszűnt)